# Alpine Skiweltmeisterschaften 2009
Die 40. Alpinen Skiweltmeisterschaften fanden vom 2. Februar bis zum 15. Februar 2009 in Val-d’Isère statt.
Alle Rennen der Herren sowie die technischen Damenrennen (Riesenslalom, Slalom) fanden auf der spektakulären Strecke La face de Bellevarde statt, die anlässlich der Olympischen Winterspiele 1992 angelegt, seitdem jedoch nicht mehr für große internationale Ski-Wettkämpfe genutzt worden war. Schauplatz von Abfahrt, Super-G und Kombination der Damen war die neue, ebenfalls sehr anspruchsvolle Piste Solaise Rhône-Alpes.
Am 30. Juni 2007 trat Jean-Claude Killy als Präsident des Organisationskomitees zurück. Der dreifache Olympiasieger protestierte damit gegen die mangelnde Unterstützung der Politik sowie den schleppenden Fortschritt beim Bau eines neuen Medienzentrums und der Pisten. Die Leitung übernahm daraufhin Marc Bauer, der Bürgermeister von Val-d’Isère.

## Wahl des Austragungsortes
Der Wintersportort in Savoyen erhielt den Zuschlag beim 44. FIS-Kongress, in Miami am 3. Juni 2004 (im Hotel „Intercont“). Somit war Frankreich nach 1937, 1962 (jeweils in Chamonix) und 1968 (im Rahmen der Olympischen Winterspiele von Grenoble) zum vierten Mal Gastgeber von Alpinen Skiweltmeisterschaften. Bei der Selektionierung setzte sich Val d’Isère im entscheidenden zweiten Wahlgang mit 8 Stimmen gegen Schladming (4) und Vail (3) durch. Garmisch-Partenkirchen war im ersten Wahlgang mit nur 2 Stimmen ausgeschieden.

## Programm
Die Skiweltmeisterschaften begannen nicht wie ursprünglich geplant schon am 30. Januar: Der Zeitplan wurde gestrafft, die elf geplanten Bewerbe erstreckten sich somit über einen Zeitraum von nur 13 Tagen. Außerdem sollte der Mannschaftswettbewerb nicht wie 2007 und 2005 am letzten Tag, sondern bereits vor den technischen Bewerben stattfinden, musste aber wegen Schlechtwetters ersatzlos aus dem Programm genommen werden. Wie schon bei der WM 2007 gab es für den Riesenslalom und Slalom der Herren wegen der sehr hohen Teilnehmerzahl jeweils am Vortag Qualifikationsrennen. Neben 50 gesetzten Fahrern konnten sich jeweils 25 weitere qualifizieren. Erstmals durften in den technischen Disziplinen nur die besten 30 Läufer des ersten Durchgangs im zweiten Lauf starten, so wie dies auch im Weltcup gehandhabt wird.
| Datum        | Uhrzeit       | Herren            | Damen             |
| ------------ | ------------- | ----------------- | ----------------- |
| Mo, 2. Feb.  | 18:45         | Eröffnungsfeier   | Eröffnungsfeier   |
| Di, 3. Feb.  | 13:00         |                   | Super-G           |
| Mi, 4. Feb.  | 11:00         | Super-G           |                   |
| Fr, 6. Feb.  | 11:00 / 14:00 |                   | Super-Kombination |
| Sa, 7. Feb.  | 11:00         | Abfahrt           |                   |
| Mo, 9. Feb.  | 13:00         |                   | Abfahrt           |
| Mo, 9. Feb.  | 10:00 / 17:00 | Super-Kombination |                   |
| Do, 12. Feb. | 10:00 / 13:30 |                   | Riesenslalom      |
| Fr, 13. Feb. | 10:00 / 13:30 | Riesenslalom      |                   |
| Sa, 14. Feb. | 10:00 / 13:30 |                   | Slalom            |
| So, 15. Feb. | 10:00 / 13:30 | Slalom            |                   |
| So, 15. Feb. | 16:00         | Schlussfeier      | Schlussfeier      |

## Erwähnenswert

### Sportliches
- Nach zwei Weltmeisterschaften (2005, 2007), in denen die Schweizer Damen medaillenlos geblieben waren, konnte Lara Gut gleich zwei Medaillen erringen.
- Lindsey Vonn siegte in beiden Speedrennen der Damen - avancierte als erste US-Läuferin seit Andrea Mead-Lawrence (Oslo 1952) zu einer Doppelgoldgewinnerin für ihr Land. Bislang war Gold in Abfahrt und Super-G nur Maria Walliser 1987 gelungen (außerdem bei Olympia 2006 noch Michaela Dorfmeister).
- John Kucera, als überhaupt „Überraschungssieger“, holte erstmals bei einem Großereignis Gold für Kanadas Herren. Bislang waren Silber von Jan Hudec und Bronze von Jim Hunter und Steve Podborski (dies gleichzeitig mit Olympiabronze - und auch Olympiabronze von Ed Podivinsky 1994) die einzigen Herrenmedaillen für die „Ahornblätter“ gewesen (und hier, 2009, gab es noch Slalombronze für Michael Janyk).

### Sonstiges
- Aus einer Vorschau ging hervor, dass das Fernsehen von den Weltmeisterschaften 600 Stunden für 450 Millionen Zuschauer weltweit produzieren werde. 230.000 Fans haben sich Karten reservieren lassen, wobei die meisten Franzosen den Herrenslalom wählten. Es waren 1800 Medienvertreter und 350 Athletinnen/Athleten aus 60 Nationen gemeldet. Österreich war am Athletensektor mit 10 Damen und 15 Herren vertreten.[2]

## Teilnehmer
| Andorra Argentinien Armenien Aserbaidschan Australien Belarus Belgien Bosnien und Herzegowina Brasilien Bulgarien Chile Dänemark Deutschland Finnland Frankreich Georgien Ghana Griechenland Indien Iran Irland Island Israel Italien Japan | Cayman Islands Kanada Kasachstan Kirgisistan Kolumbien Kroatien Lettland Libanon Liechtenstein Litauen Luxemburg Marokko Mazedonien Mexiko Moldau Monaco Mongolei Montenegro Nepal Neuseeland Niederlande Norwegen Österreich Polen | Puerto Rico Rumänien Russland San Marino Schweden Schweiz Senegal Serbien Slowakei Slowenien Spanien Südafrika Südkorea Tschechien Türkei Ukraine Ungarn Vereinigte Staaten Vereinigtes Königreich Volksrepublik China Zypern |

## Medaillenspiegel
| Platz | Land               | Gold | Silber | Bronze | Gesamt |
| ----- | ------------------ | ---- | ------ | ------ | ------ |
| 1     | Schweiz            | 2    | 3      | 1      | 6      |
| 2     | Österreich         | 2    | 1      | 2      | 5      |
| 3     | Vereinigte Staaten | 2    | –      | 1      | 3      |
| 4     | Deutschland        | 2    | –      | –      | 2      |
| 5     | Kanada             | 1    | –      | 1      | 2      |
| 5     | Norwegen           | 1    | –      | 1      | 2      |
| 7     | Frankreich         | –    | 3      | –      | 3      |
| 8     | Italien            | –    | 1      | 1      | 2      |
| 9     | Slowenien          | –    | 1      | –      | 1      |
| 9     | Tschechien         | –    | 1      | –      | 1      |
| 11    | Finnland           | –    | –      | 2      | 2      |
| 12    | Kroatien           | –    | –      | 1      | 1      |

## Männer

### Abfahrt
| Platz | Land | Sportler            | Zeit        |
| ----- | ---- | ------------------- | ----------- |
| 1     | CAN  | John Kucera         | 2:07,01 min |
| 2     | SUI  | Didier Cuche        | 2:07,05 min |
| 3     | SUI  | Carlo Janka         | 2:07,18 min |
| 4     | LIE  | Marco Büchel        | 2:07,53 min |
| 5     | FRA  | Adrien Théaux       | 2:07,95 min |
| 6     | AUT  | Hermann Maier       | 2:08,19 min |
| 7     | ITA  | Werner Heel         | 2:08,21 min |
| 8     | USA  | Bode Miller         | 2:08,38 min |
| 9     | AUT  | Klaus Kröll         | 2:08,61 min |
| 10    | ITA  | Christof Innerhofer | 2:08,62 min |
| -     | -    | -                   | -           |
| 12    | AUT  | Michael Walchhofer* | 2:08,85 min |
| 14    | ITA  | Peter Fill          | 2:09,13 min |
| 15    | GER  | Stephan Keppler     | 2:09,31 min |
| 16    | ITA  | Stefan Thanei       | 2:10,00 min |
| 17    | SUI  | Ambrosi Hoffmann    | 2:10,12 min |

Datum: 7. Februar 2009

Titelverteidiger: Aksel Lund Svindal

Strecke: La face de Bellevarde

Starthöhe: 2807 m, Zielhöhe: 1848 m

Länge: 2988 m, Höhenunterschied: 959 m

{\displaystyle \varnothing } Gefälle: 32 %, max. Gefälle: 70 %

Kurssetzer: Helmuth Schmalzl (ITA), 48 Tore
Ausgeschieden u. a.: Didier Défago (SUI), Christoph Gruber (AUT), Erik Guay (CAN), Jan Hudec (CAN), Manuel Osborne-Paradis (CAN)
* Michael Walchhofer fuhr das Rennen zweimal. Renndirektor Günter Hujara hatte wegen zwischenzeitlich starken Nebels im oberen Teil eine kurze Unterbrechung angeordnet, der Startrichter gab Walchhofers Start aber frei, woraufhin dieser auf den zwölften Platz fuhr. Der österreichische Cheftrainer beantragte eine erneute Startmöglichkeit, die gewährt wurde. Bei wieder optimalen Bedingungen bewältigte Walchhofer als zweitletzter Fahrer die Strecke und verbesserte sich auf den neunten Platz. Nach dem Rennen wurde aber von der Jury festgestellt, dass der erste Lauf gültig war und Walchhofer behielt seinen zwölften Platz.
Titelverteidiger Svindal belegte mit 1,70 s Rückstand Rang 11

### Super-G
| Platz | Land | Sportler            | Zeit        |
| ----- | ---- | ------------------- | ----------- |
| 1     | SUI  | Didier Cuche        | 1:19,41 min |
| 2     | ITA  | Peter Fill          | 1:20,40 min |
| 3     | NOR  | Aksel Lund Svindal  | 1:20,43 min |
| 4     | ITA  | Christof Innerhofer | 1:20,48 min |
| 5     | AUT  | Benjamin Raich      | 1:20,56 min |
| 6     | CAN  | John Kucera         | 1:21,07 min |
| 7     | LIE  | Marco Büchel        | 1:21,09 min |
| 8     | SUI  | Didier Défago       | 1:21,10 min |
| 9     | SUI  | Carlo Janka         | 1:21,19 min |
| 10    | AUT  | Klaus Kröll         | 1:21,20 min |
| -     | -    | -                   | -           |
| 13    | AUT  | Michael Walchhofer  | 1:21,87 min |
| 14    | ITA  | Werner Heel         | 1:21,88 min |
| 15    | ITA  | Stefan Thanei       | 1:21,89 min |
| 17    | ITA  | Patrick Staudacher  | 1:22,02 min |
| 18    | AUT  | Hermann Maier       | 1:22,30 min |
| 24    | GER  | Stephan Keppler     | 1:23,11 min |

Datum: 4. Februar 2009

Titelverteidiger: Patrick Staudacher

Strecke: La face de Bellevarde

Starthöhe: 2498 m, Zielhöhe: 1848 m

Länge: 1770 m, Höhenunterschied: 650 m

{\displaystyle \varnothing } Gefälle: 36 %, max. Gefälle: 56 %

Kurssetzer: Gianluca Rulfi (ITA), 38 Tore
Nicht gestartet: Ivica Kostelić (CRO)
Ausgeschieden u. a.: Ambrosi Hoffmann (SUI), Ted Ligety (USA), Andreas Strodl (GER), Peter Strodl (GER), Manuel Osborne-Paradis (CAN), Marco Sullivan (USA), Kjetil Jansrud (NOR), Patrik Järbyn (SWE)

Titelverteidiger Staudacher klassierte sich mit 2,61 s Rückstand auf Platz 17

### Riesenslalom
| Platz | Land | Sportler              | Zeit 1. Lauf  | Zeit 2. Lauf  | Zeit        |
| ----- | ---- | --------------------- | ------------- | ------------- | ----------- |
| 1     | SUI  | Carlo Janka           | 1:08,25 (1.)  | 1:10,57 (12.) | 2:18,82 min |
| 2     | AUT  | Benjamin Raich        | 1:08,73 (2.)  | 1:10,80 (14.) | 2:19,53 min |
| 3     | USA  | Ted Ligety            | 1:09,96 (9.)  | 1:09,85 (1.)  | 2:19,81 min |
| 4     | AUT  | Marcel Hirscher       | 1:09,40 (5.)  | 1:10,48 (8.)  | 2:19,88 min |
| 5     | ITA  | Massimiliano Blardone | 1:09,21 (3.)  | 1:11,28 (20.) | 2:20,49 min |
| 6     | SUI  | Didier Cuche          | 1:09,38 (4.)  | 1:11,13 (18.) | 2:20,51 min |
| 7     | FRA  | Jean-Baptiste Grange  | 1:09,90 (8.)  | 1:10,67 (13.) | 2:20,57 min |
| 8     | ITA  | Alexander Ploner      | 1:10,24 (11.) | 1:10,36 (7.)  | 2:20,60 min |
| 9     | NOR  | Aksel Lund Svindal    | 1:10,46 (12.) | 1:10,15 (3.)  | 2:20,61 min |
| 10    | SUI  | Marc Berthod          | 1:10,55 (13.) | 1:10,21 (4.)  | 2:20,76 min |
| 11    | ITA  | Davide Simoncelli     | 1:10,59 (14.) | 1:10,27 (5.)  | 2:20,86 min |
| 12    | ITA  | Manfred Mölgg         | 1:09,44 (6.)  | 1:11,71 (24.) | 2:21,15 min |
| -     | -    | -                     | -             | -             | -           |
| 14    | AUT  | Philipp Schörghofer   | 1:09,84 (7.)  | 1:11,46 (22.) | 2:21,30 min |
| 19    | GER  | Felix Neureuther      | 1:12,11 (23.) | 1:10,55 (10.) | 2:22,66 min |
| 20    | SUI  | Didier Défago         | 1:10,78 (15.) | 1:11,92 (26.) | 2:22,70 min |

Datum: 13. Februar 2009

Titelverteidiger: Aksel Lund Svindal

Strecke: La face de Bellevarde

Starthöhe: 2292 m, Zielhöhe: 1848 m

Länge: 1181 m, Höhenunterschied: 444 m

{\displaystyle \varnothing } Gefälle: 38,1 %, max. Gefälle: 70 %

Kurssetzer 1. Lauf: Sepp Brunner (SUI), 53 Tore

Kurssetzer 2. Lauf: Matteo Guadagnini (ITA), 52 Tore
Ausgeschieden im 1. Lauf u. a.: Kjetil Jansrud (NOR)

Nicht für den 2. Lauf qualifiziert u. a.: Hannes Reichelt (AUT), John Kucera (CAN)

Ausgeschieden im 2. Lauf u. a.: Bode Miller (USA)

### Slalom
| Platz | Land | Sportler         | Zeit 1. Lauf | Zeit 2. Lauf | Zeit        |
| ----- | ---- | ---------------- | ------------ | ------------ | ----------- |
| 1     | AUT  | Manfred Pranger  | 52,49 (1.)   | 51,68 (7.)   | 1:44,17 min |
| 2     | FRA  | Julien Lizeroux  | 52,98 (4.)   | 51,50 (6.)   | 1:44,48 min |
| 3     | CAN  | Michael Janyk    | 54,37 (9.)   | 51,33 (5.)   | 1:45,70 min |
| 4     | GER  | Felix Neureuther | 54,98 (14.)  | 50,91 (2.)   | 1:45,89 min |
| 5     | SWE  | Mattias Hargin   | 54,42 (11.)  | 51,81 (8.)   | 1:46,23 min |
| 6     | FRA  | Steve Missillier | 55,18 (17.)  | 51,28 (4.)   | 1:46,46 min |
| 7     | ITA  | Patrick Thaler   | 55,46 (19.)  | 51,08 (3.)   | 1:46,54 min |
| 8     | CZE  | Kryštof Krýzl    | 54,37 (9.)   | 52,20 (11.)  | 1:46,57 min |
| 9     | MDA  | Urs Imboden      | 54,88 (13.)  | 51,84 (9.)   | 1:46,72 min |
| 10    | USA  | Jimmy Cochran    | 55,98 (22.)  | 50,85 (1.)   | 1:46,83 min |
| -     | -    | -                | -            | -            | -           |
| 13    | SUI  | Sandro Viletta   | 56,63 (23.)  | 52,32 (13.)  | 1:48,96 min |

Datum: 15. Februar 2009

Titelverteidiger: Mario Matt

Strecke: La face de Bellevarde

Starthöhe: 2062 m, Zielhöhe: 1842 m

Länge: 591 m, Höhenunterschied: 220 m

{\displaystyle \varnothing } Gefälle: 37 %, max. Gefälle: 70 %

Kurssetzer 1. Lauf: Christian Höflehner (AUT), 64 Tore

Kurssetzer 2. Lauf: Jacques Théolier (FRA), 64 Tore
Ausgeschieden im 1. Lauf u. a.: Marc Berthod (SUI), Marc Gini (SUI), Reinfried Herbst (AUT), Marcel Hirscher (AUT), Mario Matt (AUT), Giorgio Rocca (ITA), Bode Miller (USA), André Myhrer (SWE), Giuliano Razzoli (ITA)
Ausgeschieden im 2. Lauf u. a.: Johan Brolenius (SWE), Jens Byggmark (SWE), Jean-Baptiste Grange (FRA), Ted Ligety (USA), Manfred Mölgg (ITA), Benjamin Raich (AUT), Silvan Zurbriggen (SUI)
Das Rennen war von vielen Ausfällen geprägt. Von den gestarteten 75 Rennläufern kamen im ersten Lauf 39 nicht ins Ziel. Weitere 13 schieden im zweiten Lauf aus, so z. B. Johan Brolenius und Jean-Baptiste Grange, die auf dem zweiten und dritten Zwischenrang gelegen waren.

### Super-Kombination
| Platz | Land | Sportler                 | Zeit A        | Zeit S        | Gesamt      |
| ----- | ---- | ------------------------ | ------------- | ------------- | ----------- |
| 1     | NOR  | Aksel Lund Svindal       | 1:30,99 (1.)  | 0:52,01 (8.)  | 2:23,00 min |
| 2     | FRA  | Julien Lizeroux          | 1:33,92 (22.) | 0:49,98 (1.)  | 2:23,90 min |
| 3     | CRO  | Natko Zrnčić-Dim         | 1:32,59 (6.)  | 0:51,99 (7.)  | 2:24,58 min |
| 4     | SUI  | Silvan Zurbriggen        | 1:32,94 (14.) | 0:51,65 (3.)  | 2:24,59 min |
| 5     | ITA  | Peter Fill               | 1:33,23 (16.) | 0:51,73 (4.)  | 2:24,96 min |
| 6     | SUI  | Sandro Viletta           | 1:33,21 (15.) | 0:51,86 (5.)  | 2:25,07 min |
|       | FRA  | Thomas Mermillod Blondin | 1:33,88 (21.) | 0:51,19 (2.)  | 2:25,07 min |
| 8     | AUT  | Romed Baumann            | 1:32,74 (9.)  | 0:52,47 (9.)  | 2:25,21 min |
| 9     | NOR  | Kjetil Jansrud           | 1:32,70 (7.)  | 0:52,60 (10.) | 2:25,30 min |
| 10    | RUS  | Alexander Choroschilow   | 1:33,94 (23.) | 0:51,97 (6.)  | 2:25,91 min |
| -     | -    | -                        | -             | -             |             |
| 15    | ITA  | Christof Innerhofer      | 1:32,73 (8.)  | 0:54,64 (20.) | 2:27,37 min |
| 18    | ITA  | Patrick Staudacher       | 1:32,80 (10.) | 0:54,68 (21.) | 2:27,48 min |
| 20    | GER  | Stephan Keppler          | 1:34,11 (25.) | 0:53,71 (16.) | 2:27,82 min |
| 21    | ITA  | Stefan Thanei            | 1:34,90 (34.) | 0:54,73 (22.) | 2:29,63 min |

Datum: 9. Februar 2009, 10:00 Uhr/17:00 Uhr
Titelverteidiger: Daniel Albrecht
Abfahrtsstrecke: La face de Bellevarde

Starthöhe: 2550 m, Zielhöhe: 1848 m

Länge: 2549 m, Höhenunterschied: 702 m

{\displaystyle \varnothing } Gefälle: 32 %, max. Gefälle: 70 %

Kurssetzer: Helmuth Schmalzl (ITA), 30 Tore
Slalomstrecke: La face de Bellevarde

Starthöhe: 2042 m, Zielhöhe: 1842 m

Länge: 550 m, Höhenunterschied: 200 m

{\displaystyle \varnothing } Gefälle: 37 %, max. Gefälle: 70 %

Kurssetzer: Greg Nedell (USA), 57 Tore
Ausgeschieden in der Abfahrt u. a.: Benjamin Raich (AUT)

Nicht mehr zum Slalom angetreten u. a.: Carlo Janka (SUI), John Kucera (CAN)

Ausgeschieden im Slalom u. a.: Bernhard Graf (AUT), Jean-Baptiste Grange (FRA), Marcel Hirscher (AUT), Bode Miller (USA)

Bode Miller und Adrien Théaux, die nach dem 1. Lauf auf dem zweiten und dritten Platz gelegen hatten, schieden im 2. Lauf aus.

Titelverteidiger Daniel Albrecht fehlte; er war kurz zuvor im Training zur Hahnenkamm-Abfahrt schwer gestürzt und für drei Wochen (bis 12. Februar), somit noch zum Zeitpunkt der Austragung des Kombinationsbewerbes, im Koma gelegen

## Frauen

### Abfahrt
| Platz | Land | Sportlerin            | Zeit        |
| ----- | ---- | --------------------- | ----------- |
| 1     | USA  | Lindsey Vonn          | 1:30,31 min |
| 2     | SUI  | Lara Gut              | 1:30,83 min |
| 3     | ITA  | Nadia Fanchini        | 1:30,88 min |
| 4     | AUT  | Elisabeth Görgl       | 1:31,24 min |
| 5     | FRA  | Marion Rolland        | 1:31,45 min |
| 6     | FRA  | Marie Marchand-Arvier | 1:31,51 min |
| 7     | AUT  | Andrea Fischbacher    | 1:31,88 min |
| 8     | ITA  | Wendy Siorpaes        | 1:32,31 min |
| 9     | USA  | Stacey Cook           | 1:32,37 min |
| 10    | GER  | Maria Riesch          | 1:32,42 min |
| -     | -    | -                     | -           |
| 16    | ITA  | Daniela Merighetti    | 1:33,25 min |
| 17    | SUI  | Fabienne Suter        | 1:33,35 min |
| 23    | ITA  | Verena Stuffer        | 1:34,26 min |
| 24    | AUT  | Renate Götschl        | 1:34,32 min |
| 26    | GER  | Gina Stechert         | 1:34,65 min |

Datum: 9. Februar 2009, 13:00 Uhr

Titelverteidigerin: Anja Pärson

Strecke: Piste Rhône-Alpes

Starthöhe: 2536 m, Zielhöhe: 1845 m

Länge: 2227 m, Höhenunterschied: 691 m

{\displaystyle \varnothing } Gefälle: 32,90 %, max. Gefälle: 52,84 %

Kurssetzer: Jan Tischhauser (SUI), 37 Tore
Ausgeschieden u. a.: Anna Fenninger (AUT), Dominique Gisin (SUI), Britt Janyk (CAN), Nadia Styger (SUI)

Titelverteidigerin Pärson kam auf Rang 12 (Rückstand: 2,32 s).
Die Abfahrt der Damen war ursprünglich für den 8. Februar geplant, musste aber aufgrund von Schneefall und großen Neuschneemengen auf der Piste verschoben werden.

### Super-G
| Platz | Land | Sportlerin            | Zeit        |
| ----- | ---- | --------------------- | ----------- |
| 1     | USA  | Lindsey Vonn          | 1:20,73 min |
| 2     | FRA  | Marie Marchand-Arvier | 1:21,07 min |
| 3     | AUT  | Andrea Fischbacher    | 1:21,13 min |
| 4     | AUT  | Anna Fenninger        | 1:22,01 min |
| 5     | SLO  | Tina Maze             | 1:22,06 min |
| 6     | AUT  | Elisabeth Görgl       | 1:22,27 min |
| 7     | SUI  | Lara Gut              | 1:22,34 min |
| 8     | GER  | Maria Riesch          | 1:22,44 min |
| 9     | ITA  | Nadia Fanchini        | 1:22,75 min |
| 10    | GER  | Viktoria Rebensburg   | 1:22,80 min |
| 11    | SUI  | Fabienne Suter        | 1:22,90 min |
| -     | -    | -                     | -           |
| 21    | ITA  | Wendy Siorpaes        | 1:25,35 min |

Datum: 3. Februar 2009, 13:00 Uhr

Titelverteidigerin: Anja Pärson

Strecke: Piste Rhône-Alpes

Starthöhe: 2445 m, Zielhöhe: 1845 m

{\displaystyle \varnothing } Gefälle 32,88 %, max. Gefälle 52,84 %

Länge: 1937 m, Höhenunterschied: 600 m

Kurssetzer: Ulf Emilsson (SWE), 38 Tore
Ausgeschieden u. a.: Fränzi Aufdenblatten (SUI), Andrea Dettling (SUI), Renate Götschl (AUT), Julia Mancuso (USA), Daniela Merighetti (ITA), Anja Pärson (SWE), Lucia Recchia (ITA), Gina Stechert (GER)

### Riesenslalom
| Platz | Land | Sportlerin            | Zeit 1. Lauf  | Zeit 2. Lauf  | Zeit        |
| ----- | ---- | --------------------- | ------------- | ------------- | ----------- |
| 1     | GER  | Kathrin Hölzl         | 1:00,21 (4.)  | 1:03,28 (6.)  | 2:03,49 min |
| 2     | SLO  | Tina Maze             | 1:01,54 (14.) | 1:02,04 (1.)  | 2:03,58 min |
| 3     | FIN  | Tanja Poutiainen      | 0:59,93 (2.)  | 1:04,10 (14.) | 2:04,03 min |
| 4     | ITA  | Denise Karbon         | 1:00,92 (7.)  | 1:03,24 (4.)  | 2:04,16 min |
| 5     | AUT  | Michaela Kirchgasser  | 1:00,80 (6.)  | 1:03,42 (7.)  | 2:04,22 min |
| 6     | AUT  | Kathrin Zettel        | 0:59,53 (1.)  | 1:04,78 (24.) | 2:04,31 min |
| 7     | FRA  | Tessa Worley          | 1:00,45 (5.)  | 1:04,18 (17.) | 2:04,63 min |
| 8     | SWE  | Maria Pietilä-Holmner | 1:01,46 (13.) | 1:03,25 (5.)  | 2:04,71 min |
| 9     | GER  | Viktoria Rebensburg   | 1:00,10 (3.)  | 1:04,64 (23.) | 2:04,74 min |
| 10    | AUT  | Elisabeth Görgl       | 1:01,16 (10.) | 1:03,81 (9.)  | 2:04,97 min |
| -     | -    | -                     | -             | -             | -           |
| 20    | ITA  | Karen Putzer          | 1:03,01 (23.) | 1:03,91 (11.) | 2:06,92 min |
| 22    | SUI  | Andrea Dettling       | 1:03,01 (24.) | 1:04,31 (19.) | 2:07,32 min |
| 23    | AUT  | Nicole Hosp           | 1:03,63 (28.) | 1:04,00 (12.) | 2:07,63 min |
| 24    | AUT  | Andrea Fischbacher    | 1:03,58 (27.) | 1:04,14 (16.) | 2:07,72 min |
| 28    | GER  | Maria Riesch          | 1:01,26 (12.) | 1:13,91 (28.) | 2:15,17 min |

Datum: 12. Februar 2009

Titelverteidigerin: Nicole Hosp

Strecke: La face de Bellevarde

Starthöhe: 2225 m, Zielhöhe: 1865 m

Länge: 1181 m, Höhenunterschied: 360 m

{\displaystyle \varnothing } Gefälle: 38,1 %, max. Gefälle: 70 %

Kurssetzer 1. Lauf: Trevor Wagner (USA), 42 Tore

Kurssetzer 2. Lauf: Marko Jurjec (SLO), 41 Tore
Ausgeschieden im 1. Lauf u. a.: Aline Bonjour, Rabea Grand, Lara Gut (alle SUI), Manuela Mölgg (ITA)

Ausgeschieden im 2. Lauf: Nicole Gius (ITA)

### Slalom
| Platz | Land | Sportlerin        | Zeit 1. Lauf | Zeit 2. Lauf | Zeit        |
| ----- | ---- | ----------------- | ------------ | ------------ | ----------- |
| 1     | GER  | Maria Riesch      | 55,63 (6.)   | 56,17 (1.)   | 1:51,80 min |
| 2     | CZE  | Šárka Záhrobská   | 55,47 (4.)   | 57,10 (8.)   | 1:52,57 min |
| 3     | FIN  | Tanja Poutiainen  | 55,91 (9.)   | 56,98 (5.)   | 1:52,89 min |
| 4     | ITA  | Denise Karbon     | 55,95 (10.)  | 56,95 (4.)   | 1:52,90 min |
| 5     | ITA  | Nicole Gius       | 56,75 (15.)  | 56,18 (2.)   | 1:52,93 min |
| 6     | SUI  | Denise Feierabend | 56,46 (13.)  | 57,03 (7.)   | 1:53,49 min |
| 7     | CRO  | Ana Jelušić       | 56,04 (12.)  | 57,63 (13.)  | 1:53,67 min |
| 8     | GER  | Fanny Chmelar     | 56,62 (14.)  | 57,14 (9.)   | 1:53,76 min |
| 9     | SWE  | Anja Pärson       | 57,09 (20.)  | 56,69 (3.)   | 1:53,78 min |
| 10    | SUI  | Aline Bonjour     | 56,83 (16.)  | 57,01 (6.)   | 1:53,84 min |
| -     | -    | -                 | -            | -            | -           |
| 14    | SUI  | Rabea Grand       | 56,01 (11.)  | 58,43 (18.)  | 1:54,44 min |
| 16    | SUI  | Sandra Gini       | 57,42 (22.)  | 57,38 (11.)  | 1:54,80 min |
| 18    | GER  | Kathrin Hölzl     | 58,42 (26.)  | 57,47 (12.)  | 1:55,89 min |
| 20    | LIE  | Marina Nigg       | 57,56 (23.)  | 58,90 (21.)  | 1:56,46 min |

Datum: 14. Februar 2009

Titelverteidigerin: Šárka Záhrobská

Strecke: La face de Bellevarde

Starthöhe: 2032 m, Zielhöhe: 1842 m

Länge: 550 m, Höhenunterschied: 190 m

{\displaystyle \varnothing } Gefälle: 37 %, max. Gefälle: 70 %

Kurssetzer 1. Lauf: Christian Schwaiger (GER), 59 Tore

Kurssetzer 2. Lauf: Petr Záhrobský (CZE), 64 Tore
Ausgeschieden im 1. Lauf u. a.: Maria Pietilä-Holmner (SWE), Kathrin Zettel (AUT), Therese Borssén (SWE), Michaela Kirchgasser (AUT), Nika Fleiss (CRO), Susanne Riesch (GER)

Nicht für den 2. Lauf qualifiziert u. a.: Elisabeth Görgl (AUT), Anna Fenninger (AUT)

Ausgeschieden im 2. Lauf: Marion Bertrand (FRA), Irene Curtoni (ITA), Lindsey Vonn (USA), Manuela Mölgg (ITA)
Mölgg und Vonn, die nach dem 1. Lauf auf den beiden ersten Plätzen gelegen waren, schieden im 2. Lauf aus. Die Drittplatzierte Sandrine Aubert (FRA) fiel nach einem schweren Fehler auf den 26. Platz zurück.

### Super-Kombination
| Platz | Land | Sportlerin            | Zeit A        | Zeit S        | Gesamt      |
| ----- | ---- | --------------------- | ------------- | ------------- | ----------- |
| 1     | AUT  | Kathrin Zettel        | 1:31,97 (5.)  | 0:48,16 (3.)  | 2:20,13 min |
| 2     | SUI  | Lara Gut              | 1:30,63 (2.)  | 0:50,06 (11.) | 2:20,69 min |
| 3     | AUT  | Elisabeth Görgl       | 1:31,03 (3.)  | 0:49,98 (10.) | 2:21,01 min |
| 4     | GER  | Maria Riesch          | 1:31,92 (4.)  | 0:49,75 (7.)  | 2:21,67 min |
| 5     | FRA  | Marie Marchand-Arvier | 1:32,15 (6.)  | 0:50,47 (15.) | 2:22,62 min |
| 6     | ITA  | Johanna Schnarf       | 1:34,01 (18.) | 0:48,67 (4.)  | 2:22,68 min |
| 7     | AUT  | Anna Fenninger        | 1:33,22 (14.) | 0:49,47 (6.)  | 2:22,69 min |
| 8     | SUI  | Fabienne Suter        | 1:32,45 (9.)  | 0:50,45 (14.) | 2:22,90 min |
| 9     | FRA  | Sandrine Aubert       | 1:35,90 (23.) | 0:47,08 (1.)  | 2:22,98 min |
| 10    | SLO  | Maruša Ferk           | 1:32,41 (8.)  | 0:50,70 (16.) | 2:23,11 min |
| -     | -    | -                     | -             | -             | -           |
| 12    | GER  | Gina Stechert         | 1:33,79 (16.) | 0:49,84 (9.)  | 2:23,63 min |
| 14    | SUI  | Rabea Grand           | 1:35,05 (19.) | 0:49,08 (5.)  | 2:24,13 min |

Datum: 6. Februar 2009
Titelverteidigerin: Anja Pärson
Abfahrtsstrecke: Piste Rhône-Alpes

Starthöhe: 2536 m, Zielhöhe: 1845 m

Länge: 2227 m, Höhenunterschied: 691 m

{\displaystyle \varnothing } Gefälle: 32,90 %, max. Gefälle: 52,84 %

Kurssetzer: Jan Tischhauser (SUI), 37 Tore
Slalomstrecke: Piste Rhône-Alpes

Starthöhe: 2035 m, Zielhöhe: 1840 m

Länge: 497 m, Höhenunterschied: 195 m

{\displaystyle \varnothing } Gefälle: 37,04 %, max. Gefälle: 52,84 %

Kurssetzer: Mike Necesanek (CAN), 56 Tore
Ausgeschieden in der Abfahrt u. a.: Emily Brydon (CAN), Andrea Dettling (SUI), Michaela Kirchgasser (AUT), Julia Mancuso (USA), Anja Pärson (SWE)

Ausgeschieden im Slalom u. a.: Tina Maze (SLO), Daniela Merighetti (ITA)

Disqualifiziert im Slalom wegen eines Torfehlers (nach Bestzeit in der Abfahrt): Lindsey Vonn (USA) – sie hätte mit 0.12 Rückstand Rang 2 belegt.

## Team-Wettbewerb
Der für den 11. Februar geplante Mannschaftswettbewerb wurde nach einem Orkan mit sehr starkem Schneefall am Tag und der Nacht zuvor abgesagt und ersatzlos gestrichen. Der Wettbewerb wäre auf der Face de Bellevarde ausgetragen worden.